# Quester I
Die Quester I war ein vom Werftarbeiter Jerry Bianco ab 1967 gebautes, etwa 14 m langes U-Boot. Bianco baute es, um das 1956 vor der Küste von Nantucket gesunkene Passagierschiff Andrea Doria zu bergen.

## Der Gedanke
An Bord der Andrea Doria befanden sich nach dem Untergang noch immer zahlreiche Wertgegenstände, wie in wasserdichten Safes eingeschlossene Gemälde, Bargeld in den Safes der Ersten Klasse, diverse Skulpturen und Industriediamanten sowie eine Statue des namensgebenden Admirals Andrea Doria. Allein die bronzenen Propeller des Schiffes waren etwa 30.000 Dollar wert, der Schrottwert des gesamten Schiffes wurde auf etwa 6 Millionen Dollar geschätzt.

## Der Bergungsplan
Der Plan sah vor, mit dem Boot nach und nach luftbefüllte Ballons in das Wrack zu bringen, um es schließlich, zumindest theoretisch, mit weiterer technischer Hilfe heben zu können. Um die nötigen finanziellen Mittel für den Bau aufzubringen, gründete Bianco die Firma „Deep Sea Techniques“ und verkaufte Aktienanteile an dieser für einen Dollar pro Stück.
Design und Entwurf des Bootes stammten von Bianco, zudem führte er die meisten Arbeiten selbst aus. Laut einem von ihm nach Fertigstellung des Bootes in Auftrag gegebenen Test der US Navy sollte es in der Lage sein, Tiefen von etwa 180 m zu erreichen. Die Andrea Doria liegt in etwa 73 m Tiefe.
Am 19. Oktober 1970 wurde das Boot getauft, Biancos Tochter vollzog die traditionelle Champagnertaufe. Entgegen der Anweisung Biancos ließ der Kranführer das Boot vollständig zu Wasser, was aufgrund eines Ballastmangels auf einer Seite zum Kentern des Bootes führte. Ursprünglich hätte der Kranführer das Boot nur teilweise zu Wasser bringen sollen. Die Quester konnte in der Folge zwar wieder aufgerichtet und der fehlende Ballast eingebracht werden, jedoch verloren nach dem unglücklichen Start viele Geldgeber das Vertrauen in das Projekt, sodass Bianco es schlussendlich aufgab.
Das havarierte Boot liegt noch heute in der Bucht von Coney Island und wird gelegentlich von Abenteurern besucht, bestiegen und fotografiert.